# Стефан Димитров (футболист)
Вижте пояснителната страница за други личности с името Стефан Димитров.
Стефан Димитров е български футболист, играе в България после в САЩ.

## Кариера
Започва кариерата си в „Етър“. Записва 7 срещи в Б група.
През 2004 г. баща му печели зелена карта за САЩ и със семейството се мести в Ню Йорк.
Стефан учи в колежа „Конкордия“ и играе за футболния му отбор. През 2008 г. става голмайстор на дивизия 2 в първенството с 23 гола в 17 мача. През март 2009 г. отново играе на професионално ниво, след като подписва с „Чикаго Файър“. Дебютира срещу „ДС Юнайтед“ на 13 юни 2009 г. Изиграва общо 12 срещи за отбора, започвайки като титуляр само в 2 от тях. Освободен е на 27 август 2010 г.
След това за кратко играе в аматьорския „Ню Йорк Пансиприан Фрийдъмс“. Състезава се за Ню Йорк Космос от 2011 г. Играе за „Космос“ и в бенефисния мач на Пол Скоулс.
От 2012 г. е играч на „Бруклин Найтс“, състезаващи се в четвъртото ниво на футбола в САЩ.